# Jewar
Jewar è una suddivisione dell'India, classificata come nagar panchayat, di 26.950 abitanti, situata nel distretto di Gautam Buddha Nagar, nello stato federato dell'Uttar Pradesh. 